# Opération Essential Harvest
Pour les articles homonymes, voir Opération Récolte.
L'Opération Essential Harvest (ou Task Force Harvest (TFH)) est une opération militaire qui consista en l'envoi de troupes sous le commandement de l'OTAN à la suite du conflit de 2001 en Macédoine. Elle fut officiellement lancée le 22 août 2001 mais commença réellement le 27. 
Les 3 500 militaires envoyés sur place avaient pour mission de désarmer les groupes nationalistes albanais tel que l'Armée de libération du Kosovo (UCK) et de détruire leurs armes. Cette mission dura 30 jours. Elle comportait des militaires belges.